# Louis Wattiez
Louis Wattiez (Beclers, 1 mei 1924 - Doornik, 20 januari 2012) was een Belgisch surrealistische schilder.
Wattiez volgde een opleiding reclameontwerp aan de Écoles supérieures des arts Saint-Luc in Doornik.
De poster voor Ca-Va-Seul van 1955 is zijn bekendste werk. Reproducties als postkaart of affiche zijn anno 2022 nog steeds verkrijgbaar.
Wattiez schilderde veel reclameaffiches waarvan sommige bewaard werden:
- België 1956 Scaldis: tentoonstelling kunst en cultuur Doornik - Gent - Antwerpen[4]
- St Joost-ten-Node: 700e verjaring historische stoet 22 mei - 1 juni[4]

Vanaf 1969 legt hij zich vooral toe op de schilderkunst.
Hij maakt meestal gebruik van de gouache-techniek. Het werk oogt heel eenvoudig en toch staat het bol van de symboliek. De tekenstijl en de composities zijn specifiek waardoor het werk van de kunstenaar zeer herkenbaar is.